# Piedmont (płaskowyż)

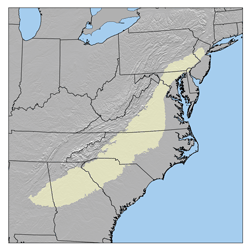
Położenie Piedmontu na mapie

Piedmont – płaskowyż położony we wschodniej części Stanów Zjednoczonych, pomiędzy Niziną Atlantycką na wschodzie i systemem górskim Appalachów na zachodzie.